# André da Silva Mascarenhas
André da Silva Mascarenhas foi um juiz e poeta português.

## Biografia
Foi um Poeta do século XVII que, em 1671, num Poema que intitulou Destruição de Espanha, plagiou descaradamente a obra de Brás Garcia de Mascarenhas, plágio que ficou comprovado estrondosamente com a publicação, 28 anos depois, do Viriato Trágico.
Era o plagiário Doutor em Leis pela Faculdade de Leis da Universidade de Coimbra e Juiz Desembargador do Tribunal da Relação do Porto, cargo de que tomou posse a 20 de Agosto de 1673, tendo, ao que parece, nascido numa terra do Bispado de Lamego.